# Катастрофа MD-82 в Пхукете
Катастрофа MD-82 в Пхукете — крупная авиационная катастрофа, произошедшая в воскресенье 16 сентября 2007 года. Авиалайнер McDonnell Douglas MD-82 авиакомпании One-Two-GO Airlines выполнял внутренний рейс OG-269 по маршруту Бангкок—Пхукет, но при посадке в аэропорту Пхукета в условиях дождя врезался в деревья в стороне от взлётной полосы и полностью разрушился. Из находившихся на его борту 130 человек (123 пассажира и 7 членов экипажа) погибли 90.

## Самолёт
McDonnell Douglas MD-82 (регистрационный номер HS-OMG, заводской 49183, серийный 1129) был выпущен в 1983 году и 17 ноября совершил свой первый полёт. Оснащён двумя турбореактивными двигателями Pratt & Whitney JT8D-217A. Самолёту присвоили регистрационный номер N912TW и 20 декабря передали заказчику — авиакомпании Trans World Airlines (TWA). 2 декабря 2001 года был продан авиакомпании American Airlines, где он получил также номер во флоте 4TL. В апреле 2006 года лайнер был поставлен на хранение на авиабазе Розуэлл, но в 2007 году он был куплен авиакомпанией Orient Thai Airlines, в которую он поступил 13 марта и после перерегистрации (21 марта) получил бортовой номер HS-OMG, после чего был сдан в сублизинг дочерней авиакомпании — чартерной One-Two-GO Airlines. Пассажировместимость салона составляла 168 мест эконом-класса. На день катастрофы 23-летний авиалайнер совершил 35 498 циклов «взлёт-посадка» и налетал 65 965 часов.

## Экипаж и пассажиры
Состав экипажа рейса OG269 был таким:
- Командир воздушного судна (КВС) — 57-летний Ариеф Муляди (индон. Arief Mulyadi), индонезиец. Очень опытный пилот, проходил службу в ВВС Индонезии. Лицензию пилота гражданской авиации получил 21 января 1994 года. Управлял самолётами Fokker 70, Fokker 100 и Boeing 737-200. Последний медицинский контроль прошёл 15 июня 2007 года, в ходе которого подтвердил должность пилота 1-го класса с оговоркой, что для коррекции зрения должен носить линзы и очки. Налетал 16 752 часа, свыше 4330 из них — на McDonnell Douglas MD-82. Налёт за последние 90 дней — 241 час 57 минут, за последние 30 дней до катастрофы — 106 часов 5 минут, за последние 7 дней до катастрофы — 30 часов 39 минут, за последние 24 часа до катастрофы — 5 часов 8 минут (все на MD-82).
- Второй пилот — 30-летний Монтри Камолраттаначаи (англ. Montri Kamolrattanachai), таец. Опытный пилот, лицензию пилота гражданской авиации получил 18 декабря 2005 года. Завершил лётную подготовку по программе «С самого начала». Последний медицинский контроль прошёл 24 октября 2006 года, в ходе которого подтвердил должность пилота 1-го класса без ограничений. Налетал 1465 часов, свыше 1240 из них — на McDonnell Douglas MD-82. Налёт за последние 30 дней — 121 час 27 минут, за последние 7 дней до катастрофы — 32 часа 49 минут, за последние 24 часа до катастрофы — 4 часа 37 минут (все на MD-82).

В салоне самолёта работали пятеро стюардесс.
| Гражданство    | Пассажиры | Экипаж | Всего |
| -------------- | --------- | ------ | ----- |
| Таиланд        | 28        | 6      | 34    |
| Индонезия      | 0         | 1      | 1     |
| Иран           | 21        | 0      | 21    |
| Великобритания | 10        | 0      | 10    |
| Франция        | 10        | 0      | 10    |
| Израиль        | 10        | 0      | 10    |
| Германия       | 5         | 0      | 5     |
| США            | 5         | 0      | 5     |
| Швеция         | 4         | 0      | 4     |
| Япония         | 3         | 0      | 3     |
| Турция         | 2         | 0      | 2     |
| Канада         | 2         | 0      | 2     |
| Австралия      | 2         | 0      | 2     |
| Ирландия       | 1         | 0      | 1     |
| Австрия        | 1         | 0      | 1     |
| Не указано     | 18        | 0      | 18    |
| Итого          | 123       | 7      | 130   |

## Хронология событий
McDonnell Douglas MD-82 борт HS-OMG выполнял внутренний пассажирский рейс OG-269 из Бангкока в Пхукет. В 14:30 рейс OG-269 вылетел из бангкокского аэропорта Донмыанг, на его борту находились 7 членов экипажа и 123 пассажира.
Полёт до Пхукета прошёл в нормальном режиме, и экипаж начал выполнять заход на посадку в Пхукете с северной стороны на ВПП № 27, пилотирование осуществлял второй пилот. Диспетчер передал информацию о погоде, в том числе и скорости ветра 27 км/ч. Экипаж подтвердил получение информации, после чего получил разрешение на посадку в 15:37 при ветре 240° и скорости 27 км/ч. Через минуту диспетчер вновь вызвал рейс 269 и предупредил о сильном ветре 240° и скорости 55 км/ч. Экипаж подтвердил получение сообщения, а затем спросил уточнённые данные по ветру, на что получил ответ — 240° 74 км/ч. Затем в 15:39:41—15:39:43, когда лайнер находился в 35 метрах над уровнем аэродрома, его воздушная скорость резко упала со 259 до 233 км/ч, поэтому в 15:39:43 командир кратковременно увеличил режим двигателей, после чего в 15:39:48 вновь снизил его. Также с 15:39:40 по 15:39:47 поднятием носа угол тангажа был увеличен с 0 до 5°, но к 15:39:48 был уменьшен примерно до 2°. Но несмотря на увеличение тангажа и мощности двигателей, авиалайнер продолжал снижаться и в 15:39:48 находился на высоте 14,6 метра, а сигнал GPWS ещё на высоте 15 метров предупредил пилотов о высокой скорости снижения. Между тем, за счёт увеличения мощности двигателей на этот отрезок времени скорость рейса 269 увеличилась до 307 км/ч, поэтому автомат тяги к 15:39:53 перевёл двигатели в режим «малого газа».
Хотя аэропорт Пхукета оборудован системой по предупреждению об опасных метеоявлениях, 3 из 6 датчиков погоды находились в ремонте, из-за чего система была отключена. На момент катастрофы шёл умеренный дождь, видимость упала с 4000 до 800 метров, ветер усиливался. В 15:39:49 второй пилот сказал, что надо уходить на второй круг, поэтому через секунду КВС взял управление на себя и за 4 секунды (к 15:39:54) увеличил угол тангажа до 12°. Но так как двигатели уже работали в режиме «малого газа» (и оставались в таком режиме до 15:40:06) и не создавали тяги, то скорость к 15:39:57 упала до 225 км/ч. В 15:40:01 лайнер поднялся до высоты 80 метров, после чего вновь начал снижаться. Экипаж к этому моменту уже убрал шасси, уменьшил угол выпуска закрылков до 15°, но забыл включить режим «TOGA/GO-AROUND» (уход на второй круг). Также к 15:40:08 угол тангажа снизился примерно до 0° (самолёт находился в горизонтальной позиции), его скорость оставалась 225 км/ч, а двумя секундами ранее на высоте 53 метров прозвучал сигнал GPWS об опасности сваливания. Хотя автопилот был выключен, автомат тяги работал в режиме поддержания скорости, поэтому к 15:40:09 он перевёл двигатели в номинальный режим, но лайнер продолжал снижение. Пилоты попытались приподнять нос самолёта, чтобы вновь набрать высоту, но в 15:40:11 рейс OG-269 ударился о взлётную полосу № 27, после чего запись на обоих бортовых самописцах прекратилась.
Ударившись о ВПП № 27, лайнер затем вылетел с неё вправо и, проскользив по земле несколько метров с примерным курсом 300°, пробил ограждение аэропорта, врезался в деревья и загорелся. В катастрофе на месте погибли 89 человек, через 12 дней от полученных ожогов умерла ещё одна пассажирка. Таким образом, всего в катастрофе погибли 90 человек — 5 членов экипажа (КВС, второй пилот и 3 стюардессы) и 85 пассажиров (57 из них были гражданами других стран).

## Расследование
Расследование причин катастрофы рейса OG-269 проводил тайский Комитет по расследованию авиационных происшествий (AAIC) совместно с американским Национальным советом по безопасности на транспорте (NTSB).
В окончательном отчёте расследования следователи пришли к заключению, что катастрофа произошла из-за следующих факторов:
1. Экипаж не соблюдал установленные процедуры РЛЭ по части выполнения подхода, захода на посадку, ухода на второй круг и действиям в чрезвычайных ситуациях.
2. Не был включён режим TOGA, поэтому во время ухода на второй круг произошло падение скорости самолёта, а затем — и высоты.
3. Пилоты плохо взаимодействовали между собой, поэтому нагрузка на экипаж в целом только возросла.
4. Вблизи аэропорта Пхукета произошла быстрая и неожиданная смена погодных условий.
5. Пилоты находились в стрессовом состоянии (недостаточно отдохнувшими, уставшими).
6. Передача управления среди пилотов произошла во время прерывания захода на посадку.

Авиакомпания One-Two-GO Airlines также имела отношение к катастрофе. Обучение не только командира и второго пилота рейса 269, но и других пилотов было недостаточным, но авиакомпания закрывала на это глаза. One-Two-GO Airlines отправила поддельные отчёты о проверке пилотов, что было незаконно, и руководство авиакомпании пыталось это скрыть. Деятельность авиакомпании и её рейсы были на короткое время запрещены решением Евросоюза, но позже это решение было отменено.
В 2010 году авиакомпания One-Two-GO Airlines объединилась с Orient Thai Airlines.